# 阿爾佩傑拉托峰
46°15′05″N 8°26′35″E / 46.25139°N 8.44306°E
阿爾佩傑拉托峰（義大利語：Pizzo del Lago Gelato），是中歐的山峰，位於瑞士和意大利接壤的邊境，屬於勒蓬廷山的一部分，海拔高度2,613米，每年平均降雨量2,221毫米。